# Champigny-sur-Aube
Champigny-sur-Aube är en kommun i departementet Aube i regionen Grand Est (tidigare regionen Champagne-Ardenne) i nordöstra Frankrike. Kommunen ligger  i kantonen Arcis-sur-Aube som ligger i arrondissementet Troyes. År 2022 hade Champigny-sur-Aube 95 invånare.

## Befolkningsutveckling
Antalet invånare i kommunen Champigny-sur-Aube
Referens: INSEE